# آلاله پیازی
آلاله پیازی (نام علمی: Ranunculus bulbosus) نام یک گونه از سرده آلاله است.